# Gravity (film)
Gravity er en amerikansk-britisk techno-thriller fra 2013. Filmen er instrueret af Alfonso Cuarón, der også skrev manuskriptet sammen med sin søn Jonas. Sandra Bullock og George Clooney spiller hovedrollerne.

## Handling
NASA's fiktive rumfærge Explorer er sendt op til Hubble-teleskopet. Tre astronauter er på rumvandring for at reparere teleskopet. Russerne har detoneret et antisatellit-våben, der har udløst en sværm af vragdele i lavt jordkredsløb. Vragdelene rammer Explorer og dræber alle ombord samt den ene astronaut på rumvandring. Astronauten Ryan Stone (Bullock) hvirvler rundt, mens den anden overlevende astronaut Matt Kowalski (Clooney) er udstyret med en rumscooter (MMU). Han redder Stone, men da de ser den beskadigede rumfærge, må de forsøge at komme tilbage til Jorden på en anden måde. De kan ikke komme i radiokontakt med nogen som helst, så de anvender rumscooteren til at nå Den Internationale Rumstation (ISS). Besætningen er evakueret, men de har efterladt et Sojuz-fartøj, fordi faldskærmen er udløst. Rumscooteren har ikke mere brændstof til at bremse med, men Stone griber fat i faldskærmslinerne. Kowalski vælger at koble sig fra Stone for ikke at rive hende med. Over radioen giver han hende gode råd.
Stones rumdragt har et højt CO2-niveau, så hun er ved at kvæles. Hun kravler ind i ISS, og efter at have genvundet bevidstheden svæver hun ind i Sojuz TMA-14M. Stone er uddannet i at nødlande et Sojuz-fartøj, så hun kobler sig fra ISS, men det hænger fast i faldskærmslinerne. Hun går på rumvandring med en russisk rumdragt og frigør faldskærmen. Samtidigt dukker vragdelene op igen og ødelægger ISS.
Da faldskærmen mangler, kan Sojuz ikke bruges til hjemrejsen. Stones plan er at nå den kinesiske rumstation Tiangong med Sojuz-fartøjet, men raketmotoren virker ikke. Den eneste, hun får radiokontakt med, er den grønlandske fanger Aningaaq, der ikke kan et ord engelsk. I desperation over at strande alene i rummet vælger hun at skrue ned for iltindholdet for at begå selvmord på en mild måde. Pludselig kravler Kowalski ind i Sojuz-fartøjet og instruerer hende i, hvordan man kan bruge landingskapslens bremseraketter til at nå Tiangong. Iltmanglen havde spillet Stone et puds, og Kowalski var en hallucination. Ikke desto mindre var det en god idé, og Stone flyver hen til Tiangong. Ved hjælp af en ildslukker manøvrerer hun sig hen til rumstationen og går ombord. Kineserne på Tiangong er tilsyneladende blevet dræbt, mens det tilkoblede Shenzhou-fartøj stadigvæk er funktionsdygtigt. Alle knapperne i cockpittet har kinesiske skrifttegn, men sidder de samme steder som i Sojuz. Derfor kan Stone frakoble Shenzhou og lande på Jorden. Landingen foregår i Lake Powell, Arizona, og på grund af en ildebrand er hun nødt til at åbne lugen. Resultatet er, at rumkapslen synker som en sten, og Stone undgår med nød og næppe at drukne, fordi hun smider rumdragten.

## Rolleliste
- Sandra Bullock som dr. Ryan Stone
- George Clooney Matt Kowalski
- Ed Harris (stemme) som Mission Control i Houston, Texas.
- Orto Ignatiussen (stemme) som Aningaaq (grønlandsk fanger).
- Paul Sharma (stemme) som Shariff Dasari (astronaut på rumvandring).
- Amy Warren (stemme) som Explorers kaptajn.
- Basher Savage (stemme) som russisk kaptajn på ISS

## Produktion
Natalie Portman var det første valg til rollen som Ryan Stone, efter at Angelina Jolie afviste det to gange. Men Portman kunne ikke indspille filmen, fordi hun blev gravid. Også Rachel Weisz, Naomi Watts, Marion Cotillard, Abbie Cornish, Carey Mulligan, Sienna Miller, Scarlett Johansson, Blake Lively og Olivia Wilde var kandidater til rollen, før Sandra Bullock blev valgt.
Robert Downey Jr. blev udvalgt som Matt Kowalski, men måtte trække sig tilbage på grund af andre projekter.
Filmen blev optaget i 3D, og udgivet af Warner Brothers.

## Priser
Ved Oscaruddelingen 2014 modtog Gravity syv Oscars og blev derved årets mest vindende film. Filmen vandt følgende priser ved Oscaruddelingen:
- Oscar for bedste instruktør
- Oscar for bedste musik
- Oscar for bedste lyd
- Oscar for bedste lydredigering
- Oscar for bedste fotografering
- Oscar for bedste klipning
- Oscar for bedste visuelle effekter

## Videnskabelig nøjagtighed
Plus: Lydbilledet i Gravity svarer til, hvad astronauterne hører i rummet: Hvæsende åndedræt og radiokommunikation i rumdragten, snurrende blæsere og gennemtrængende alarmer inde i rumfartøjerne, men eftersom lyd ikke forplantes i vakuum, høres ydre sammenstød og eksplosioner slet ikke.
Minus: Hubble-teleskopet har en banehældning på 28,5° og en flyvehøjde på næsten 600 km. Den internationale rumstation (ISS) har en banehældning på 51,65° og en omløbsbane i cirka 400 km højde. At tage fra Hubble til ISS vil kræve ekstrem megen energi, som rumscooteren ikke har, eller ekstrem megen tid, som iltbeholdningen ikke rækker til. Rejsen til Tiangong (42°, 360 km) giver samme problemer, selvom Sojuz' landingsmodul har flere resurser.
Rumskrottet flyver hurtigere end en riffelkugle, så det menneskelige øje kan ikke nå at opfatte det. I filmen kan man følge skrottet, når det kolliderer med rumfartøjerne.
Når først begge astronauter er nedbremset af faldskærmslinerne, har Kowalski intet moment tilbage til at rive Stone med.
Astronauten Stone havde hverken undertøj med indsyede køleslanger eller voksenble på, som de rigtige (kvindelige) astronauter har på under rumdragten.